# Zoosémiotika
Zoosémiotika je odvětví sémiotiky, které zkoumá znakové systémy mezi zvířaty a způsob, jakým se pro zvíře něco znakem stává. Zabývá se zvířecím "věděním".
Zoosémiotika spadá pod oblast biosémiotiky a je spojená s odvětvími etologie a komunikace zvířat. Byla vyvinuta sémiotikem Thomasem Sebeokem na základě teorií německo-estonského biologa Jakoba von Uexkülla. Zkoumá ty sémiotické procesy, které jsou společné zvířatům a lidem. Toto odvětví se od odvětví komunikace zvířat kromě jiného liší tím, že interpretuje i znaky, které neslouží ke komunikaci v tradičním slova smyslu, např. maskování, mimikry, námluvy atd. Zoosémiotika také zkoumá mezidruhovou komunikaci, např. komunikaci mezi lidmi a zvířaty.